# Пещериха
Пещериха — река в России, протекает по Змеиногорскому району Алтайского края. Устье реки находится в 28 км по левому берегу реки Таловка. Длина реки составляет 14 км.
Имеет левый приток — реку Локтевку. Впадает в Таловку в одноимённом селе. Вблизи устья на реке сооружён пруд.

## Данные водного реестра
По данным государственного водного реестра России относится к Верхнеобскому бассейновому округу, водохозяйственный участок реки — Алей от Гилёвского гидроузла и до устья, речной подбассейн реки — бассейны притоков (Верхней) Оби до впадения Томи. Речной бассейн реки — (Верхняя) Обь до впадения Иртыша.